# Philodendron goeldii
Pour les articles homonymes, voir Goeldi.
Espèce
Synonymes
- Philodendron spruceanum 	(Schott) G.M.Barroso, (1962)  no basionym ref
- Thaumatophyllum spruceanum    	Schott, (1859)

Philodendron goeldii est une plante de la famille des Aracées. Elle est originaire du nord de l'Amérique du sud.

## Description
Philodendron goeldii est connu pour ses feuilles inhabituellement en forme de cerceau, à veines parallèles et aux folioles divisées de manière pédatée. Chaque feuille se compose de 10 à 20 folioles, avec la foliole centrale de 18 à 50 cm de long.
P. goeldii est arborescent  et se trouve à la fois comme un arbuste terrestre dans un sol sablonneux le long des berges et les bordures de forêts, et comme un hémiépiphyte au sommet de plus grands arbres dans une forêt dense.
Le fruit de P. goeldii est comestible et sucré, rappelant l'ananas ou la banane .

## Répartition géographique
Selon POWO (Plant of the World Online)  ,  Philodendron  goeldii  est originaire du Nord du Brésil, de Colombie, d’Équateur, de Guyane française, du Pérou, du Suriname et du Venezuela.

## Gallery
|                                                           |
| Localisation: Fairchild Tropical Botanic Garden, à Miami. |

|                                                                     |
| Racines aériennes et cicatrices foliaires sur le tronc de la plante |

|                              |
| Fleurs entourées de spathes. |

|                      |
| Fleurs et pétioles . |

|                                                      |
| Localisation : Garfield Park Conservatory, à Chicago |

|                                                        |
| Feuillage du philodendron goeldii à Macouria en Guyane |